# Palanan
Palanan (Bayan ng Palanan) är en kommun i Filippinerna. Kommunen ligger på ön Luzon, och tillhör provinsen Isabela. Folkmängden uppgår till 15 317 invånare.

## Barangayer
Palanan är indelat i 17 barangayer.
| - Bisag - Dialaoyao - Dicadyuan - Didiyan - Dimalicu-licu - Dimasari - Dimatican - Maligaya - Marikit | - Dicabisagan East (Pob.) - Dicabisagan West (Pob.) - Santa Jacinta - Villa Robles - Culasi - Alomanay - Diddadungan - San Isidro |